# Contractura de Dupuytren
La contractura de Dupuytren consisteix en la retracció i engruiximent del palmell de la mà i la flexió fix d'alguns dits (per una contractura indolora sota el teixit de la pell). Quan la contractura és progressiva pot ocasionar deformitats i pèrdua de les funcions de la mà. L'engruiximent i la contractura és fonamentalment per afectació de l'aponeurosi palmar.
Guillaume Dupuytren va ser el metge que va descriure l'anatomia patològica, curs clínic i la possible etiologia, a més de proposar un tractament.

## Factors de risc
La contractura de Dupuytren afecta principalment a:
- Persones d'ascendència escandinava o del nord d'Europa,[2] encara que també és generalitzada en alguns països mediterranis (per exemple, Espanya i Bòsnia) i al Japó;[3]
- Homes més que dones (els homes tenen deu vegades més probabilitats de desenvolupar la malaltia);[2]
- Persones majors de 40 anys;
- Persones amb antecedents familiars (d'un 60% a un 70% dels afectats tenen una predisposició genètica a la malaltia de Dupuytren);[4]
- Persones amb cirrosi hepàtica.
- Persones amb displàsia epifisària múltiple

Hi has sospites, però no provades, que són causes de la contractura de Dupuytren traumatismes, diabetis mellitus, alcoholisme, epilèpsia tractada amb fenitoïna, i malaltia hepàtica.

## Reaparició
La malaltia de Dupuytren té altes taxes de recurrència, especialment quan el pacient té l'anomenada diàtesi de Dupuytren. El terme de diàtesi es refereix a certes característiques de la malaltia de Dupuytren i indica un curs agressiu de la malaltia.
La descripció inicial de diàtesi de la malaltia de Dupuytren inclou quatre factors:
- Edat d'aparició abans dels 50 anys
- Antecedents familiars d'aquesta malaltia
- Afectació de les dues mans
- Lesions ectòpiques (malaltia de Peyronie, engruiximent del dors de les articulacions interfalàngiques i la malaltia de Ledderhose).

## Estadiatge
S'han establert diversos graus en funció de la progressió de la malaltia, segons l'angle total de contractura (mesurat entre les línies del dors de la mà i del dors de la falange distal del dit més retret):
| Estadi | Contractura (graus) | Comentari                |
| ------ | ------------------- | ------------------------ |
| 0      | 0                   | No s'observa lesió       |
| N      | 0                   | Es noten nòduls          |
| N/1    | 0-5                 | Començant la contractura |
| 1      | 6-45                | Retracció progressiva    |
| 2      | 46-90               | Retracció progressiva    |
| 3      | 91-135              | Retracció progressiva    |
| 4      | >135                | Retracció progressiva    |

## Tractament
Guillaume Dupuytren el 1831 va ser el primer a descriure un procediment quirúrgic a la revista The Lancet, va descriure un procediment mínimament invasiu amb agulla. A causa de les altes taxes de recurrència de la malaltia, s'han introduït noves tècniques quirúrgiques, com la fasciectomia i, més tard, també la dermofasciectomia. Encara que la major part del teixit malalt s'elimina amb aquests procediments, les taxes de recurrència segueix sent alta. Es considera la fasciectomia com el tractament estàndard d'or per a la malaltia de Dupuytren.
Les molèsties pels pacients després de la cirurgia oberta és alta, per tant, poden ser preferibles les tècniques menys invasives. S'han dut a terme nous estudis per l'alliberament percutani, l'aponeurotomia àmplia percutània amb empelt de greix, i la col·lagenasa. Aquests tractaments són prometedors. S'han intentat en el passat diverses teràpies alternatives, incloent la radiació i el tractament amb vitamina E, aquests estudis, en general, no tenien grups control i la majoria dels metges contemporanis no els donen gaire valor. Cap d'aquests tractaments han demostrat ser capaços d'aturar o curar la malaltia de forma permanent. En casos extrems, pot ser necessària per a la malaltia greu o recurrent, o després de les complicacions en la cirurgia, l'amputació dels dits.
S'ha proposat tractaments en funció de l'estadiatge: en l'estadi N es podria practicar la radioteràpia; en l'estadi 1: injeccions de col·lagenasa, aponeurotomia (també anomenada fasciotomia percutània per agulla) i fasciectomia (total o parcial); i en els estadis 2 a 4 sols la fasciectomia.